# 1919 en Norvège
Chronologie de la Norvège
- 1915
- 1916
- 1917
- 1918
- 1919
- 1920
- 1921
- 1922
- 1923

Cet article présente les faits marquants de l'année 1919 en Norvège ou relatifs à la Norvège.

## Gouvernance
- Haakon VII est roi de Norvège.
- Gunnar Knudsen dirige le gouvernement  .

## Événements
- Le référendum sur l'introduction de la prohibition en Norvège est un référendum ayant eu lieu les 5 et 6 octobre 1919. Il porte sur l'introduction de la prohibition en Norvège. La prohibition en Norvège a été mise en place partiellement par une loi en 1917. Le référendum a eu une participation de 66,5 %, avec 797 474 votants. 61,6 % des votants étaient favorables à la prohibition, soit 489 017 personnes, alors que 38,4 % ne l'ont pas souhaité, soit 304 673 personnes.
- Un incendie fait d'importants dégâts dans le quartier de Gronland à Kristiania[1].
- Le Prix Nobel de la paix est décerné à Woodrow Wilson.

## Culture
- Edvard Munch peint son "Autoportrait avec la grippe espagnole"[1].

## Naissances
- Naissance en Norvège en 1919

## Décès
- Décès en Norvège en 1919